# Rinderbestattung
Die Rinderbestattung ist in Mitteleuropa eine Form steinzeitlichen Tierbestattung aus der Mittel- und Endphase der Jungsteinzeit, das besonders östlich der Weser auftritt. Sie wird häufig mit der Kugelamphoren-Kultur (KAK) (etwa 3100–2700 v. Chr.), aber auch mit der Badener, der Bernburger und anderen Kulturen verbunden. Rinderbestattungen aus der Jungsteinzeit sind selten und werden als Opfer interpretiert.

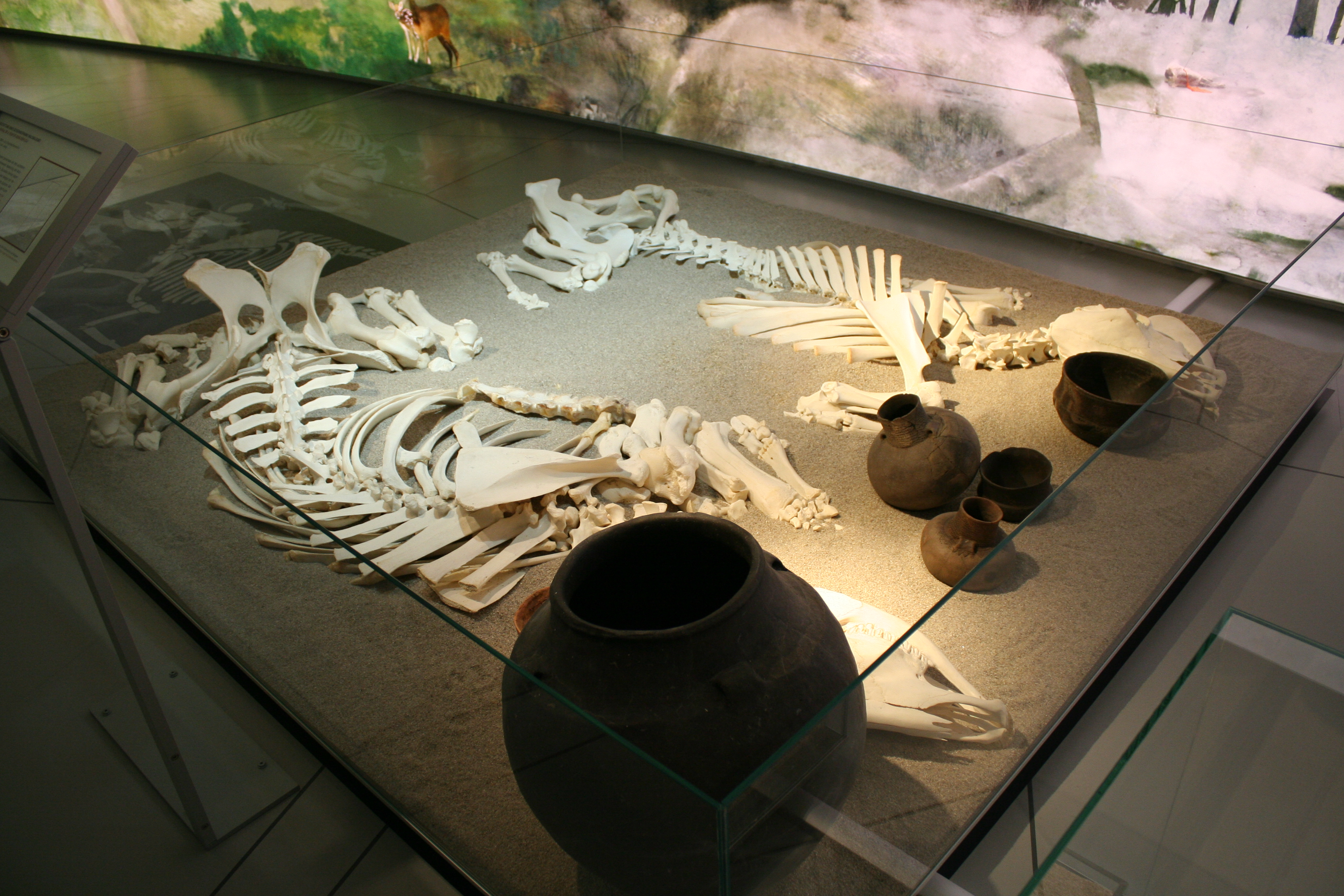
Rinderbestattung von Zauschwitz, - 3300-2800 v. Chr.

## Verbreitung
Rinderbestattungen finden sich in der Osthälfte Deutschlands zwischen der Ostsee und dem Erzgebirge sowie in Polen. Das Skelett von Penkun, Landkreis Vorpommern-Greifswald stammt aus Mecklenburg-Vorpommern. Die Rinderbestattungen von Buchow-Karpzow und vom Gallberg bei Zachow im Kreis Nauen liegen in Brandenburg und sind der Havelländischen Kultur zuzuweisen. In Sachsen-Anhalt gibt es Funde in Derenburg-Löwenberg, Schönebeck, Mittelhausen und Oschersleben. In Sachsen sind Rinderbestattungen z. B. aus Weideroda-Zauschwitz, Dölkau, Plotha und Altranstädt (Kugelamphorenkultur), in Thüringen aus Stobra bekannt.

## Funde

### Biendorf
Die 1935 entdeckte Rinderbestattung von Biendorf Kreis Köthen, enthielt zwei Tiere und das Skelett einer Frau und eines etwa 5-jährigen Kindes. In Biendorf lagen in einer 1,1 m tiefen gerundeten rechteckigen Grube von 1,8 × 1,3 m, eine Kuh und ein Kalb einander gegenüber, mit den Köpfen nach Nordwesten. Darüber in Bauchlage mit Kopf nach Südosten ein gestrecktes weibliches Skelett, die Unterschenkel unter dem linken Vorderbein der Kuh. Unter den Brustwirbel des Kalbes lag ein etwa fünfjähriges Kind, das in linker Hocklage westöstlich gerichtet war. Südöstlich der Becken der Tiere waren die Scherben von vier Gefäßen der Walternienburger Gruppe niedergelegt.

### Tangermünde
Ebenfalls zur Walternienburger Gruppe gehört das 1892 gefundene Grab von Tangermünde, Kreis Stendal. Gefunden wurden ein Rind und der Schädel eines zweiten, der auf den Hinterbeinen des vollständigen Tieres lag. Bei den Schädeln fanden sich zwei identische, rechteckige, zickzackverzierte Geweihplatten mit Aufhängelöchern. Neben den Tieren lagen ein Ost-West-orientiertes, gestrecktes menschliches Skelett. Schräg dazu, mit Kopf in der Hüftgegend des ersten, ein zweites Skelett in Hocklage. In kopfnähe eine Walternienburger Tasse mit ähnlicher Verzierung wie auf den Geweihplatten.

### Börnecke
Zwischen Börnecke und Westernhausen im Kreis Quedlinburg fanden die Archäologen ein rund 5000 Jahre altes Ensemble aus sieben Rinderbestattungen und einer Steinkiste. Unmittelbar neben der Steinkiste wurden gleichzeitig in zwei Gruben Rinder deponiert. Die Kombination aus Steinkiste und Rinderbestattung macht dieses Ensemble bisher einzigartig. Die Art der Niederlegung deutet auf ein Bestattungs- oder Opferritual hin. Nach der Knochenbestimmung handelt es sich um Rinder, die im anatomischen Verband liegen. Sie sind annähernd ost-west orientiert und folgen insofern der Steinkistenbestattung. Bei den Rindern der einen Grube handelt es sich um drei Jungstiere im Alter von 3 bis 4 Jahren, ein 8 bis 10 Jahre altes erwachsenes Tier und eine 7 bis 8 Jahre alte Kuh. Im Halsbereich eines Tieres befand sich ein angespitztes, scharfes Knochengerät, mit dem man die Tiere möglicherweise getötet (ausgeblutet) hat. Keines der Tiere weist Schlachtspuren auf. Von den Skeletten der beiden Rinderbestattungen in Altranstädt hatten sich nur die Reste der Schädel, Zähne und Kieferfragmente erhalten. Die Gräber waren mit mehreren vollständigen Gefäßen sowie einem großen, völlig zerscherbtem Vorratsgefäß ausgestattet worden.

### Magdeburg
Zwei Rinderdoppelbestattungen sind 2024 in einer komplexen jungsteinzeitlichen Begräbnislandschaft, im Gewerbegebiet Eulenberg in Magdeburg in Sachsen-Anhalt entdeckt worden.

### Neuschmerzke
Drei der seltenen neolithischen Rinderbestattungen wurden 2020 im Vorfeld des Baus der Ortsumgehung von Neuschmerzke in Brandenburg an der Havel in Brandenburg entdeckt. 

### Remlingen
Beiderseits des Zugangs der Kammer des Mauerkammergrabes von Remlingen lagen auf dem Schotterpflaster die stark verbrannten Skelettreste von Rindern, deren Schädel bzw. Unterkiefer in östliche Richtung wiesen. Dieses in Mauerkammergräbern bislang einmalige Phänomen kann mit den Rinderbestattungen der Bernburger- und der Kugelamphorenkultur in Zusammenhang gebracht werden. Bei den Rindern könnte es sich um Zugtiergespanne gehandelt haben, denn im Zusammenhang mit einigen Anlagen stehen auch die in Stein gepickten Darstellungen von Rindergespannen, wie man sie aus den Galeriegräbern von Lohne-Züschen (Schwalm-Eder-Kreis, Hessen) und Warburg I (Ldkr. Höxter, Nordrhein-Westfalen) kennt.

### Tagebau Profen
Zwei komplette Rindergespanne mit Joch und Wagen wurden 60 m voneinander entfernt im Tagebau Profen in Sachsen-Anhalt gefunden.

### Varnkevitz
Die Rinderbestattung von Varnkevitz unweit vom Kap Arkona auf Rügen in Mecklenburg-Vorpommern wurde 1996 entdeckt.

## England
Das 2012 gefundene angelsächsische Grab No. 81 in Oakington in Cambridgeshire stammt etwa von 500 n. Chr. und barg das Skelett einer Frau und eines Rindes.

## Polen
Auch die polnische Kugelamphoren-Kultur bereichert die Kenntnis über Rinderbestattungen. Ein Grab in Husynne Kolonia, Bez. Zamość, enthielt eine Rinderbestattung, der neben einem Gefäß und Knochengeräten zwei Beile mitgegeben worden waren, wie sie bislang eher von menschlichen Beisetzungen bekannt sind. Während dieses Grab keine Steineinbauten besitzt, wurde in Sahryń, Gem. Werbkowice, eine Steinkiste gefunden, die an die Ostlubliner Gruppe und an Grabbauten in Wolhynien und Podolien erinnert. Der östliche Einfluss spiegelt sich nicht nur in der Grabkonstruktion, sondern auch in Form und Verzierung der Gefäße wider. In Sandomierz, Bez. Tarnobrzeg, fanden sich drei Gräber unterschiedlichen Typs, Grab II ohne Steinsetzung, Grab VIII mit Steinplatten ohne Kammereinbau und Grab X mit Steinabdeckung und Pflaster. Anhand der Funde lassen sich die Gräber der jüngsten, dritten Phase der Kugelamphorenkultur zuweisen, einer Datierung, die auch zwei 14C-Daten aus Grab VIII stützen. In Zdrojówka, Kreis Koło wurde neben einer halb aus Steinen und halb aus kleinformatigen Mauerwerk errichteten kistenartigen Anlage eine paarweise Rinderbestattung gefunden.

## Afrika
Auf Felsbildern in Südost-Algerien finden sich die ältesten bisher bekannten Darstellungen von Rinderbestattungen. In Ägypten kennt man frühe Rinderbestattungen aus der Badarizeit (5. Jahrtausend v. Chr.) und der Hyksoszeit (2. Jahrtausend v. Chr.), später beim Apis-Kult.